# Peter Lombardijski
Peter Lombardski (italijansko Pietro Lombardo ali Pier Lombardo), italijanski teolog 12. stoletja, znan po zaslugi svojih štirih knjig z naslovom Sentence, ki so jih več stoletij uporabljali kot temeljni teološki priročnik. S tem si je prislužil tudi Magister Sententiarum, * 1100, Lumellogno di Novara, † ok. 1160, Pariz.

## Življenje
Kljub temu da so podatki o njegovem življenju skopi, se lahko rekonstruira bistvene podatke njegovega življenjepisa. Rojen je bil nekje med 1095 do 1200  v severni Italiji, v okolici Novare, na območju, ki je nekoč pripadalo Langobardom; prav zato so mu nadeli priimek »Lombardski«. Pripadal je skromni družini, kar je možno sklepati iz priporočila, ki ga je Bernard iz Clairvauxa napisal za Gilduina, predstojnika v opatiji Sv. Viktorja v Parizu in  ga je prosil, naj Petra zastonj sprejme pod streho, da bo v francoski prestolnici lahko študiral [Doyle, 2016].  V srednjem veku so dejansko lahko študirali se potegovali za pomembne položaje v cerkvenem in družbenem življenju tudi tisti,  skromnega porekla in ne zgolj premožni.  
Sicer je Peter Lombardski  začel študirati v Bologni, šel nato v Reims in šele nazadnje  v Pariz. Od leta 1140 je tu poučeval na prestižni šoli pri Notre-Dame. Cenili in upoštevali so ga kot teologa, zato mu je osem let zatem papež Evgenij III. zaupal  preverjanje naukov Gilberta Poretana, ki so zbudili mnogo razprav, saj jih niso imeli za povsem pravoverne [Herlihy, 1985]. Postal je duhovnik, leta 1159, leto pred njegovo smrtjo,  pa so ga imenovali tudi za pariškega škofa. Umrl je med enaindvajsetim in dvaindvajsetim julijem leta 1160. 

### Življenjsko delo
Kot vsi učitelji teologije tistega časa, je tudi Peter pisal govore in razlage Svetega pisma. Njegova mojstrovina pa so štiri knjige izrekov (Libri quattour sententiarum, 1155-58). Gre za besedilo, ki se je porodilo iz poučevanja in je bilo  poučevanju tudi namenjeno. Po teološki metodi tistega časa je bilo potrebno predvsem spoznati, študirati in razlagati misel cerkvenih očetov in drugih upoštevanja vrednih pisateljev. Peter je zato nabral obsežno gradivo, ki ga sestavljajo predvsem dela velikih latinskih očetov, zlasti sv. Avguština, in je odprto za prispevek teologov iz njegovega časa [Rosemann, 2004]. Velika zasluga Petra Lombardskega je v tem, da je vse nabrano in skrbno zbrano gradivo uredil v sistematičen in skladen okvir. Ena od značilnosti teologije je, da enovito in urejeno organizira dediščino vere. Peter je tako razdelil, t.i.  patristične vire o raznih temah, v štiri knjige. V prvi knjigi gre za Boga in trinitarično skrivnost; v drugi za stvarjenje, greh in milost; v tretji za skrivnost učlovečenja in delo odrešenja z obsežno razlago o krepostih. Četrta knjiga je posvečena zakramentom in poslednjim rečem, ki zadevajo večno življenje . Pogled na celoto dobljeno iz tega, zajema skoraj vse resnice katoliške vere. Ta sintetični pogled in jasna, urejena, shematična in vedno skladna predstavitev razložita izjemen uspeh  Petra Lombardskega. Študentom so omogočile zanesljivo učenje, učiteljem, ki so jih uporabljali, pa širok prostor za poglabljanje [Rosemann, 2004] . 

### Njegovi pogledi
Peter Lombardski je menil, da je organska predstavitev vere zahteva, ki se ji vernik ne sme odreči. Dejansko se posamezne verske resnice med seboj osvetljujejo in iz celovitega ter enotnega pogleda nanje se pokaže ubranost božjega odrešenjskega načrta in osrednje mesto Kristusove skrivnosti. Po zgledu Petra Lombardskega bi  morali vsi teologi in duhovniki strmeti k temu, da imajo  pred očmi vedno celovit pogled na krščanski nauk in se tako uprejo sodobni nevarnosti, da se vse razdrobi in se posamezne resnice razvrednotijo [Rosemann, 2007]. Katekizem katoliške Cerkve in tudi Kompendij istega Katekizma vernikom ponujata prav tak celovit pogled na krščansko razodetje, ki naj ga bi sprejeli z vero in hvaležnostjo. Zato bi bilo treba spodbuditi tudi vsakega vernika posebej in krščansko skupnost kot celoto, naj uporabljajo ta pripomočka, da bi spoznali in poglobili vsebine vere. Tako naj bi se ta pokazala kot čudovita simfonija, ki govori o Bogu in njegovi ljubezni in ki pričakuje našo odločno pripadnost in dejaven odgovor [Rosemann, 2007]. 
Za razumevanje dela  Petra Lombardskega sta značilna dva vira. Opirajoč se na Avguštinov komentar Prve Mojzesove knjige, se Peter sprašuje po razlogu za stvarjenje žene iz Adamovega rebra in ne iz glave ali nog. In razlaga: »Ni je izoblikoval kot vladarico niti kot sužnjo moškega, ampak kot njegovo tovarišico« . Potem – prav tako na temelju patrističnega nauka – nadaljuje: »V tem dejanju se kaže skrivnost Kristusa in Cerkve. Kakor je bila ženska izoblikovana iz Adamovega rebra, medtem ko je ta spal, tako se je Cerkev rodila iz zakramentov, ki so začeli pritekati iz Kristusove strani, ko je spal na križu, to je iz krvi in vode, s katerima smo odrešeni kazni in očiščeni krivde.« [Doyle, 2016] 
Ko v nekem drugem odlomku svojega glavnega dela Peter Lombardski razpravlja o Kristusovih zaslugah, se sprašuje: »Zakaj je torej [Kristus] hotel trpeti in umreti, če pa so že njegove kreposti zadoščale, da bi dosegel vse zasluge?« Njegov odgovor je odločen in učinkovit: »Zaradi tebe, ne zaradi sebe!« [Colish, 1994] 

### Zakramentalno življenje
Med najpomembnejšimi prispevki Petra Lombardskega za zgodovino teologije je treba omeniti njegovo obravnavanje zakramentov, ki jim je dal, bi se dalo reči, dokončno definicijo: »Zakrament v pravem pomenu besede je znamenje božje milosti in vidna oblika nevidne milosti, tako da nosi njeno podobo in je njen vzrok« . S to opredelitvijo je Peter Lombardski zaobjel bistvo zakramentov: so vzrok milosti, sposobni so resnično posredovati božje življenje. Kasnejši teologi niso opustili tega pogleda in so uporabili še razlikovanje med snovno in formalno prvino, ki ga je uvedel »mojster Sentenc«, kakor so klicali Petra Lombardskega. Snovna prvina je čutna in vidna resničnost, formalna pa so besede, ki jih izgovori služabnik [Rosemann, 2007]. Oboje je bistveno za popolno in veljavno obhajanje zakramentov: snov, resničnost, s katero se bog vernikov vidno dotika, in beseda, ki daje duhovni pomen.    

## Dela
Commentarius in Psalmos, 1135–37 
- Magna glossatura (Collectanea in Epistolas Pauli) 1139-41
- Libri quattuor sententiarum, 1155–58

Page Break.